# Kruczy Las
Kruczy Las (deutsch Oberheide, auch: Oberhaide) war ein Ort in der polnischen Woiwodschaft Ermland-Masuren. Seine Ortsstelle befindet sich heute im Gebiet der Stadt-und-Land-Gemeinde Orneta (Wormditt) im Powiat Lidzbarski (Kreis Heilsberg).
Die Ortsstelle von Kruczy Las liegt im Nordwesten der Woiwodschaft Ermland-Masuren, 38 Kilometer südöstlich der früheren Kreisstadt Braunsberg (polnisch Braniewo) bzw. 30 Kilometer westlich der heutigen Kreismetropole Lidzbark Warmiński (deutsch Heilsberg).
Bis 1945 war Oberheide (oft auch Oberhaide geschrieben) mit Försterei und Bahnhof ein Wohnplatz der Stadt Wormditt (polnisch Orneta) im ostpreußischen Kreis Braunsberg. Großen Bekanntheitsgrad hatte der Ort durch sein von weither und viel besuchtes Gasthaus. Die Ortschaft Bahnhof zählte im Jahre 1905 sieben Einwohner, die Ortschaft Waldhaus fünf.
Seit der Abtretung des südlichen Ostpreußen an Polen 1945 in Kriegsfolge trägt Oberheide die polnische Namensform „Kruczy Las“. Doch ist seine Existenz nur noch nominell. Der Ort gilt als untergegangen. Seine Ortsstelle ist aus der eigentlichen Stadt Orneta in die Landgemeinde Orneta – jetzt im Powiat Lidzbarski (Kreis Heilsberg) – umgegliedert worden.
Bis 1945 war Oberheide in die römisch-katholische Pfarrei Wormditt im damaligen Bistum Ermland als auch in die evangelische Kirche Wormditt in der Kirchenprovinz Ostpreußen der Kirche der Altpreußischen Union eingegliedert. 
Die Ortsstelle von Kruczy Las resp. Oberheide liegt an der Woiwodschaftsstraße 528, die von Orneta nach Glodówko (Karneyen) und weiter bis Miłakowo (Liebstadt) und Morąg (Mohrungen) führt.
Bis 1945 (und nominell noch bis 1954) war Oberhaide (sic!) Bahnstation an der 1894 eröffneten Bahnstrecke Mohrungen–Wormditt, die nach Kriegsende nur noch sporadisch benutzt, dann nach 1954 rückgebaut und schließlich demontiert wurde.